# Проєкт TAMAR
Проєкт TAMAR — це бразильський природоохоронний проєкт, що займається збереженням морських черепах, які перебувають під загрозою вимирання. Це приватна некомерційна організація, штаб-квартира якої розташована в Прая-ду-Форте, муніципалітет Мата-ді-Сан-Жуан, штат Баїя.
Назва TAMAR є скороченням від слів черепаха (tartaruga) та море (marinha), що було необхідно на початку 1980-х років для виготовлення невеликих металевих бирок, які використовувалися для ідентифікації особин у рамках проєкту для вивчення біометрії, моніторингу міграційних шляхів тощо.

## Історія
Ідея проєкту TAMAR виникла в 1970-х роках у групи студентів-океанографів, які подорожували до безлюдних пляжів для проведення досліджень. У той час на атолі Рокас дослідники задокументували, як рибалки вбивали морських черепах. Фотографії та звіти були надіслані владі, яка мала намір розпочати програму збереження морського середовища, що дало початок програмі, яка згодом переросла в Проєкт Tamar, заснований у 1980 році.
Засновниками та ключовими постатями проєкту стали адмірал Ібсен де Гусман Камара, Марія Тереза Жорже Падуа, Ренато Петрі Леал, Жозе Катуете Альбукерке та Гі Марковальді, який є нинішнім національним координатором Tamar. Проєкт фінансується Інститутом Чіко Мендеса зі збереження біорізноманіття (ICM-Bio), пов'язаним з федеральним урядом, автовиробником Jeep, а також користуючись з туристів, які відвідують його об'єкти.
Після понад сорокарічного партнерства державна енергетична компанія Petrobras за часів президентства Жаїра Болсонару вирішила припинити спонсорство проєкту.

## Діяльність Tamar

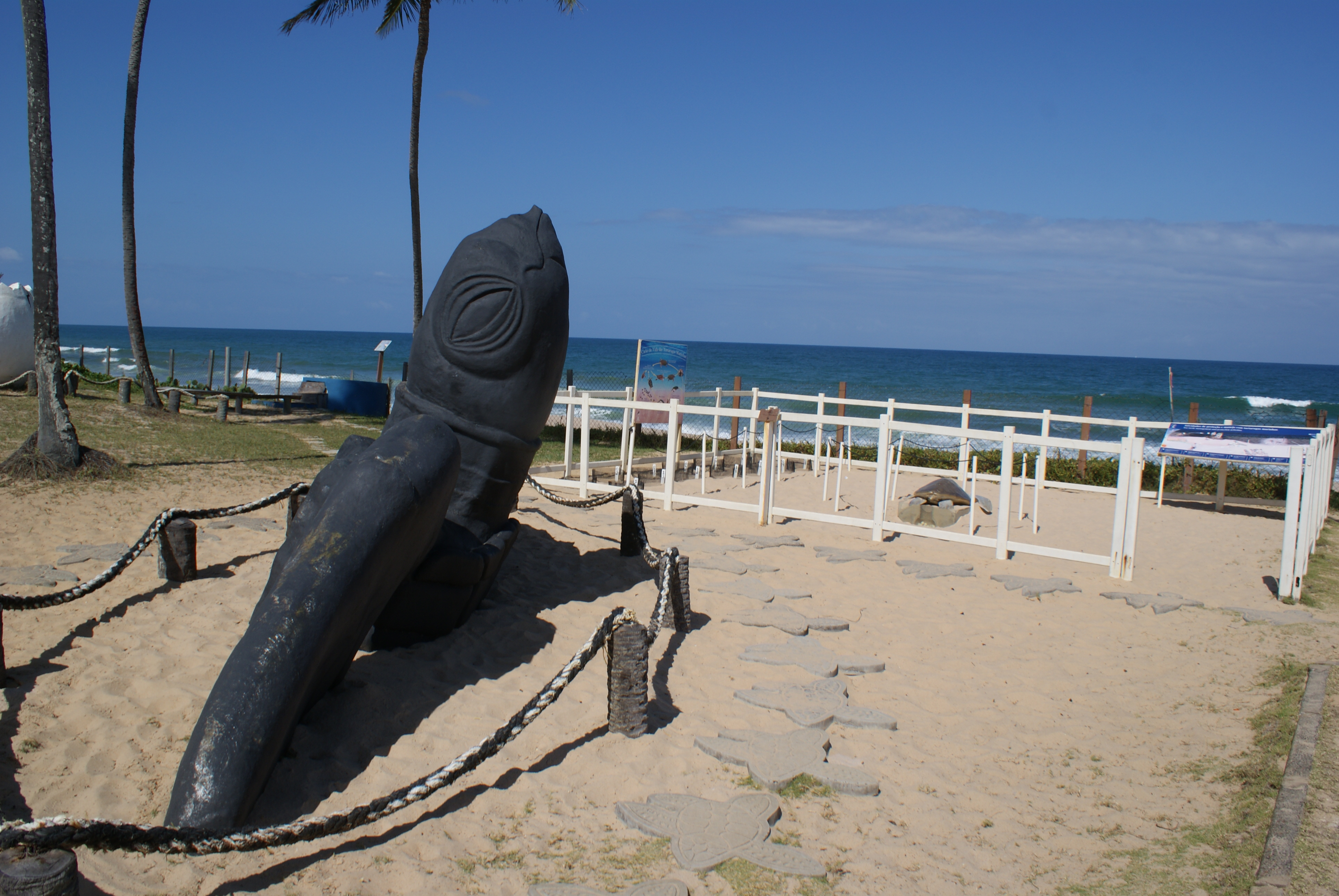
Морська черепаха на пляжі Прая-ду-Форте, Баїя, Бразилія.

### Місія
Tamar був створений з метою захисту морських черепах, що перебувають під загрозою вимирання на бразильському узбережжі. З часом стало зрозуміло, що робота не може обмежуватися лише черепахами, оскільки ключем до успіху є підтримка розвитку прибережних громад, пропонуючи економічні альтернативи, що зменшують полювання на черепах заради виживання. Tamar також захищає акул та інші види морського життя.
Діяльність організована за трьома напрямками:
- Збереження та прикладні дослідження;
- Екологічна освіта;
- Сталий місцевий розвиток.

З самого початку було необхідно розробляти новаторські методи збереження та розвитку громад, адаптовані до реалій кожного регіону. Діяльність наразі зосереджена на двадцяти одній базі, що охоплюють понад тисячу сто кілометрів узбережжя. Таким чином, для забезпечення ефективного захисту черепах, проєкт також сприяє збереженню морських та прибережних екосистем та сталому розвитку громад, що є стратегією збереження, відомою як флагманський вид або парасольковий вид.
У цих заходах беруть участь близько тисячі двохсот осіб, переважно мешканці місцевих громад.
Кількість гнізд для всіх видів морських черепах у країні продовжує зростати. Протягом 35-го сезону розмноження, що моніторився TAMAR (2015-16), було захищено 26 тисяч гнізд, що дозволило 2,5 мільйонам дитинчат безпечно дістатися до моря.
За 35 років роботи TAMAR повернув у море понад 25 мільйонів дитинчат морських черепах.

### Еколого-освітня діяльність
Проєкт активно залучає волонтерів та місцеві громади до еколого-освітньої роботи. Наприклад, на базі в Гурірі (Сан-Матеус, Еспіриту-Санту), заснованій у 1988 році, волонтери проводять численні заходи для підвищення обізнаності населення про збереження морських черепах та прибережно-морського середовища. Серед основних напрямків роботи:
- Театральні вистави та розповіді на екологічні теми з використанням ляльок, декорацій та музики.
- Екологічні стежки, зокрема «Стежка Сагуї» через ліс рестінги та «Сенсорна стежка», де учасники із зав'язаними очима відчувають перехід від міського середовища до морського.
- Музичні заходи, майстер-класи з малювання, оригамі та створення об'єктів із перероблених матеріалів.
- Використання макетів для демонстрації наслідків екологічних катастроф.
- Проведення лекцій та екскурсій у «Відкритому музеї морських черепах».

Під час пандемії COVID-19 у 2020 році, коли відвідування баз було неможливим, волонтери проєкту перейшли на дистанційну роботу, активно використовуючи соціальні мережі (Facebook, Instagram) для поширення інформації про збереження морських черепах та біорізноманіття. Було створено регулярні рубрики, такі як «Цікавий понеділок» та «Четвер спогадів» (TBT), що дозволило підтримувати зв'язок з аудиторією та продовжувати освітню місію.

## Бази проєкту

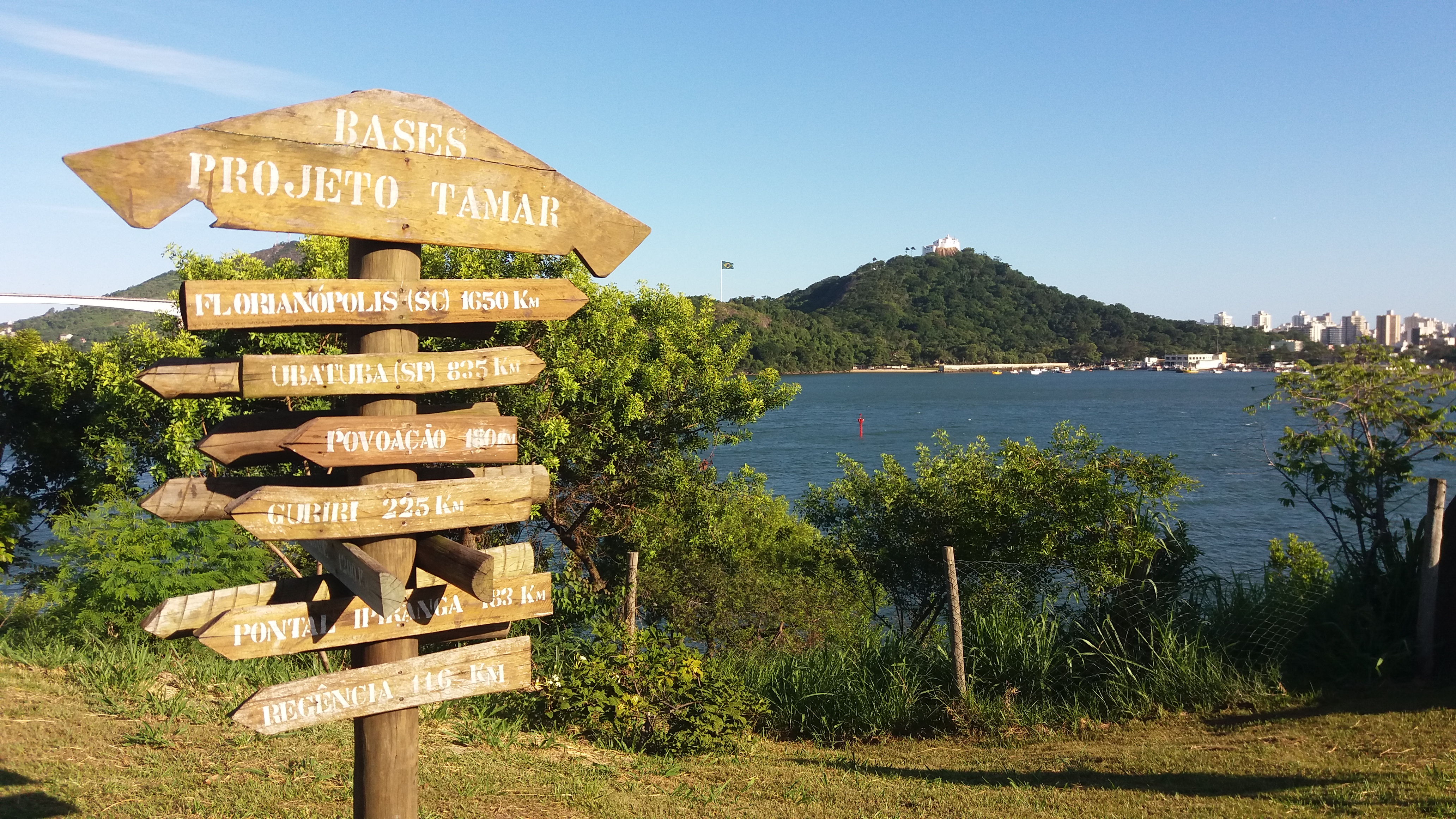
Покажчик різних баз проєкту Tamar на базі у Віторії. На задньому плані — монастир Пенья.

Наразі існує 22 бази проєкту на узбережжі північного сходу, південного сходу та півдня Бразилії.
Бази розташовані в:
- Фернанду-ді-Норонья, Пернамбуку
- Прая-да-Піпа, Ріу-Гранді-ду-Норті
- Понта-дус-Мангес, Сержипі
- Пірамбу, Сержипі
- Аракажу, Сержипі
- Абаїс, Сержипі
- Манге-Секу, Баїя
- Сітіу-ду-Конде, Баїя
- Коста-ду-Сауїпе, Баїя
- Прая-ду-Форте, Баїя
- Арембепе, Баїя
- Буска-Віда, Баїя
- Гурірі, Еспіриту-Санту
- Понтал-ду-Іпіранга, Еспіриту-Санту
- Повоасан, Еспіриту-Санту
- Реженсія, Еспіриту-Санту
- Триндаді-і-Мартін-Вас, Еспіриту-Санту
- Віторія, Еспіриту-Санту
- Фарол-де-Сан-Томе, Ріо-де-Жанейро
- Убатуба, Сан-Паулу
- Світ Бето Карреро, Санта-Катарина
- Флоріанополіс, Санта-Катарина